# Pumhart von Steyr
A Pumhart von Steyr középkori óriás mozsár Stájerországból, Ausztriából, amely kaliber szerint a legnagyobb ismert kovácsoltvas bombarda. A fegyver a bécsi Hadtörténeti Múzeum egyik legértékesebb és leghíresebb kiállítási tárgya.

## Jellemzői
Tömege körülbelül 8 tonna, hossza meghaladja a 2,5 métert. A 15. század elején készítették, és a modern számítások szerint egy 80 cm-es 690 kg súlyú kőgolyót nagyjából 600 m távolságra tudott kilőni, miután 15 kg puskaporral töltötték meg és 10°-os emelkedési szögbe állították.
A Pumhart von Steyr mellett számos 15. századi, nagy kaliberű fegyver ismert még, melyeket elsősorban ostromharcra szántak, közéjük tartozik a kovácsoltvas Mons Meg és Dulle Griet, valamint az öntött bronzból készült Faule Mette, Faule Grete és a Grose Bochse.

## Története
Az ágyú a világ egyik legrégebbi fennmaradt tüzérségi fegyvere. A bombarda a 15. század elején készült rúdgyűrűs technológiával, amely során a felhevített acélrudakat a hordók dongáihoz hasonlóan abroncsokkal rögzítették össze, mivel ekkoriban még nem volt elég fejlett a fémöntési technológia egy ekkora ágyú létrehozásához. A gyújtólyuk alatt a Schachner-család mesterjegye látható, akik korukban az egyik leghíresebb felső-stájer fémmunkások voltak.
A Pumhart von Steyr a bécsi császári fegyvertár állományában őrzött legrégebbi lőfegyver. Az arzenál hagyománya szerint a tényleges bevetésekhez túl nehéz ágyút a stájer kovácsok és öntőmesterek ajándékozták III. Frigyes császárnak. Ma a bécsi Hadtörténeti Múzeum egyik tüzértermének oldalkamrájában felállítva tekinthető meg, de csak március és október között látogatható.

## Fordítás
- Ez a szócikk részben vagy egészben  a   Pumhart von Steyr című német Wikipédia-szócikk ezen változatának fordításán alapul.  Az eredeti cikk szerkesztőit annak laptörténete sorolja fel. Ez a jelzés csupán a megfogalmazás eredetét és a szerzői jogokat jelzi, nem szolgál a cikkben szereplő információk forrásmegjelöléseként.
- Ez a szócikk részben vagy egészben  a   Pumhart von Steyr című angol Wikipédia-szócikk ezen változatának fordításán alapul.  Az eredeti cikk szerkesztőit annak laptörténete sorolja fel. Ez a jelzés csupán a megfogalmazás eredetét és a szerzői jogokat jelzi, nem szolgál a cikkben szereplő információk forrásmegjelöléseként.